# Artère tympanique antérieure
Pour les articles homonymes, voir Artère tympanique.
L'artère tympanique antérieure (ou artère tympanique de Glaser) est une petite artère systémique paire du crâne qui vascularise l'oreille moyenne.

## Origine
L'artère tympanique antérieure est une branche de la première partie de l'artère maxillaire.

## Trajet
L'artère tympanique antérieure monte derrière l'articulation temporo-mandibulaire, pénètre dans la cavité tympanique par la fissure pétro-tympanique et se ramifie sur la membrane tympanique, formant un cercle vasculaire autour de la membrane avec l'artère stylo-mastoïdienne, et en s'anastomosant avec l'artère du canal ptérygoïdien et avec l'artère carotico-tympanique.